# 보르가르 (앵주)
보르가르(Beauregard)는 프랑스 동부 오베르뉴론알프 앵주에 위치한 코뮌이다.

## 역사
1290년 기 드 샤뵈(Gui de Chabeu)가 손강과 보졸레 협곡을 훤히 내려다 볼 수 있는 언덕 위에 성을 지었는데, 여기서 마을 이름을 따왔다. 이 성은 1735년경에 폐허로 변했고, 19세기부터 복원 사업이 시작되어 오늘날까지 진행되고 있다. 성 뿐만 아니라 마을 전체에 큰 불이 나 오래된 집 몇 채만 남아있게 되었다.
1954년 12월 31일, 파랭에서 파랭레보르가르 지역이 분리되어 보르가르 코뮌에 합쳐지게 되었다.

## 인구
| 연도 | 인구 | ±%    |
| ---- | ---- | ----- |
| 2004 | 892  | —     |
| 2006 | 895  | +0.3% |
| 2007 | 894  | −0.1% |
| 2008 | 881  | −1.5% |
| 2009 | 869  | −1.4% |
| 2010 | 870  | +0.1% |
| 2011 | 867  | −0.3% |
| 2012 | 866  | −0.1% |
| 2013 | 876  | +1.2% |
| 2014 | 886  | +1.1% |
| 2015 | 889  | +0.3% |
| 2016 | 885  | −0.4% |

## 같이 보기
- 앵 주의 코뮌 목록